# Сірокаска
Сірока́ска (рос. Сирокасска; фін. Sirokaski) — село в Кіровському районі Ленінградської області, Росія.